# خربة الدامون (حيفا)
تقع خربة الدامون على سفح جبل الكرمل، إلى الجنوب من مدينة حيفا، وتبعد عنها حوالي 10.5 كم وترتفع 435 متراً عن سطح البحر. وبلغت مساحة أراضيها 2797 دونماً، وتحيط بها أراضي قرى عسفيا، دالية الكرمل، عين حوض، والطيرة وقدر عدد سكانها عام 1922 حوالي (19) نسمة، وفي عام 1945 حوالي (340) نسمة. تعتبر الخربة ذات موقع أثري يحتوي على جدران متهدمة، مدافن، وصهاريج منقورة في الصخر، وبركة منقورة في الصخر، كما يحيط بها مجموعة من الخرب ذات المواقع الأثرية وأيضاً يقع إلى جوارها العديد من المغر، قامت المنظمات الصهيونية المسلحة بهدم القرية وتشريد أهلها البالغ عددهم عام 48 حوالي (349) نسمة وكان ذلك في 30-4-1948.

## خربة الدامون قبل سنة 1948
كانت القرية تقع على السفوح العليا من جبل الكرمل، وعلى الطرف الشرقي لوادي فلاح. وكانت طريق فرعية
تربطها بحيفا مباشرة، وطريق فرعية أُخرى أقصر منها تصلها بالطريق العام المؤدي إلى تلك المدينة. وفي فترة الانتداب، صُنفت القرية مزرعة في ((معجم فلسطين الجغرافي المفهرَس))
(( Palestine Index Gazetteer)). وكان سكان خربة الدامون من المسلمين، ويعتمدون على تربية الحيوانات وعلى الزراعة في معيشتهم، وكانت الحبوب محصولهم الأساسي، وإنْ كانوا يستنبتون الزيتون أيضاً. في 1944/1945، كان ما مجموعه 5 من الدونمات مخصصاً للحمضيات والموز، و1619 دونماً للحبوب، و280 دونماً مروياً أو مستخدماً للبساتين. وكانت أراضيهم تضم أيضاً عدداً من الغابات. وإلى الأسفل من القرية كان ثمة كهف يستخدم زريبة للمواشي؛ وكان يؤدي إلى سلسلة من الحجرات الجوفية. وقد وُجدت أدوات عدة من الصوان في مدخل الكهف، يعود تاريخها إلى العصر الحجري الحديث في أدنى تقدير.

## احتلالها وتهجير سكانها
ليس ثمة تاريخ لاحتلال هذه القرية. لكن المرجح، نظراً إلى موقعها، أن تكون احتُلّت قبيل سقوط حيفا أو بعده مباشرة، أي في أواخر نيسان/أبريل 1948. فبعد سقوط حيفا، جهّزت الهاغاناه عدداً كبيراً من قواتها لاحتلال القرى المجاورة، من أجل تعزيز سيطرتها على المدينة. ومع أن قرية الطيرة صمدت حتى تموز/يوليو، إلا أنها هوجمت بعنف في الأسبوع الأخير من نيسان/أبريل، فتم إجلاء النساء والأطفال آنذاك. وجاء في تقرير نشرته صحيفة ((نيويورك تايمز)) أنه بينما كانت قرية الطيرة تتعرض لهجوم، في 26 نيسان/أبريل 1948، كانت القوات اليهودية تهاجم ((قرية أُخرى في الجوار)). وخربة الدامون، التي هي أقرب القرى إلى الطيرة، والتي لا تُذكر في المصادر الأُخرى، هي في أرجح الظن المقصودة بهذا التقرير.

## المستعمرات الإسرائيلية على أراضي القرية
لا مستعمرات إسرائيلية على أراضي القرية.

## القرية اليوم
لم يبق منها اليوم سوى بناء واحد يستعمل سجناً. وتنمو في الموقع نباتات الصبّار وبعض أشجار الفاكهة، كالرمان واللوز، والمنطقة مغطاة بالأحراج، ويستخدمها الإسرائيليون متنزهاً.